# Déservillers
Déservillers ist eine französische Gemeinde mit 336 Einwohnern (Stand: 1. Januar 2022) im Département Doubs in der Region Bourgogne-Franche-Comté.

## Geographie
Déservillers liegt auf 699 m über dem Meeresspiegel, etwa 13 Kilometer südsüdwestlich von Ornans und 26 Kilometer südlich der Stadt Besançon (Luftlinie). Das Dorf erstreckt sich im Jura, an einem nach Norden geneigten Hang über der Hochfläche von Amancey, die sich zwischen den Tälern von Loue und Lison ausdehnt.
Die Fläche des 13,88 km² großen Gemeindegebiets umfasst einen Abschnitt des französischen Juras. Der nördliche Teil des Gebietes wird vom Plateau von Amancey eingenommen, das durchschnittlich auf 630 m liegt und überwiegend von Wiesland bestanden ist. Nach Süden erstreckt sich das Gemeindeareal über den Hang von Déservillers auf einen breiten Höhenrücken, der in geologisch-tektonischer Hinsicht eine Antiklinale bildet und gemäß der Streichrichtung des Juras in dieser Region in Richtung Westsüdwest-Ostnordost orientiert ist. Hier wird mit 870 m die höchste Erhebung von Déservillers erreicht. Untergliedert wird der Höhenrücken durch zwei Erosionstäler. Beide Bäche versickern jedoch, sobald sie auf das Plateau von Amancey hinaustreten. Der Untergrund des Gebietes ist verkarstet. Es gibt mehrere Höhlen, darunter die Grotte des Crêtes und die Grotte de Jérusalem.
Nachbargemeinden von Déservillers sind Amancey im Norden, Bolandoz im Osten, Labergement-du-Navois im Süden sowie Montmahoux und Éternoz-Vallée-du-Lison im Westen.

## Geschichte

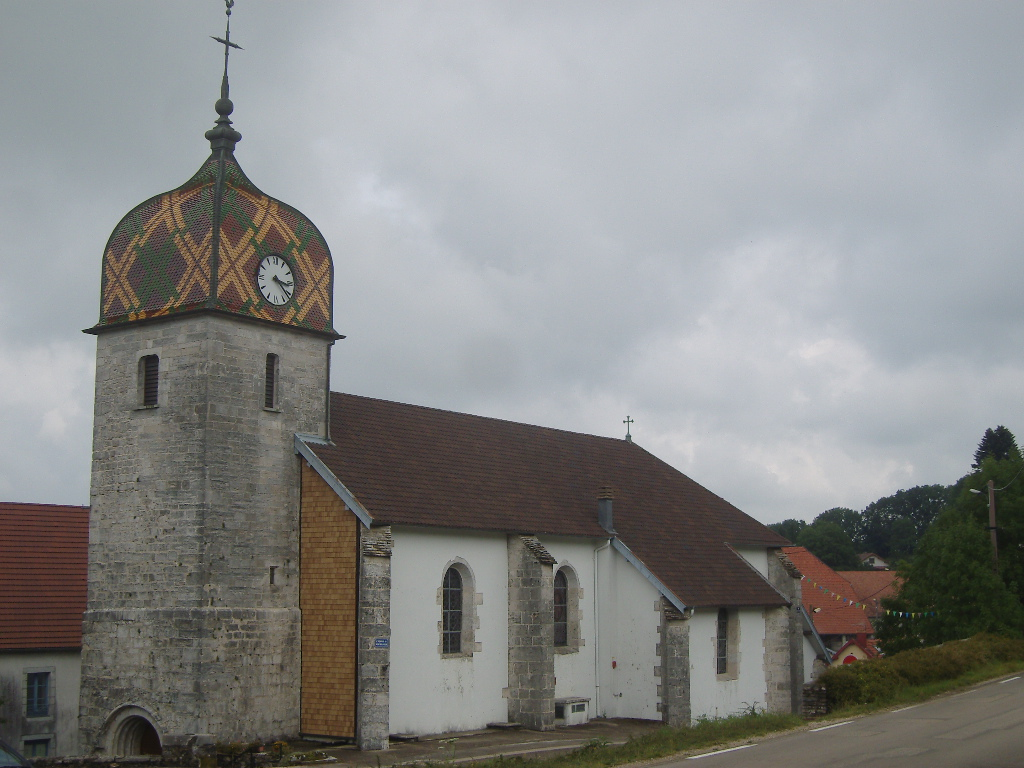
Déservillers: Kirche Sainte-Agathe

Überreste eines gallorömischen Landgutes weisen auf eine frühe Besiedlung des Gemeindegebietes von Déservillers hin. Im 12. Jahrhundert gehörte Déservillers zur Herrschaft Scey, im 13. Jahrhundert zu Montmahoux. Danach bildete es bis im 16. Jahrhundert eine Kastlanei unter den Herren von Ornans. Zusammen mit der Franche-Comté gelangte das Dorf mit dem Frieden von Nimwegen 1678 an Frankreich. Bereits im Jahr 1273 ist eine Käserei in Déservillers erwähnt. Deshalb gilt der Ort auch als Wiege des Comté. Seit 1993 ist Déservillers Mitglied des Gemeindeverbandes Loue-Lison.

## Sehenswürdigkeiten
Die Kirche Sainte-Agathe wurde 1730 an der Stelle eines Vorgängerbaus errichtet. Von der früheren Kirche wurden der Glockenturm und der Portalbereich aus dem 15. Jahrhundert übernommen. Drei Dorfbrunnen stammen aus dem 19. Jahrhundert. Im alten Ortskern sind zahlreiche Bauernhäuser im charakteristischen Stil des Haut-Doubs aus dem 17. bis 19. Jahrhundert erhalten.

## Bevölkerung
| Jahr                       | 1962 | 1968 | 1975 | 1982 | 1990 | 1999 | 2006 | 2016 |
| Einwohner                  | 338  | 309  | 264  | 263  | 288  | 264  | 283  | 341  |
| Quellen: Cassini und INSEE |      |      |      |      |      |      |      |      |

Mit 336 Einwohnern (1. Januar 2022) gehört Déservillers zu den kleinen Gemeinden des Départements Doubs. Nachdem die Einwohnerzahl in der ersten Hälfte des 20. Jahrhunderts markant abgenommen hatte (1881 wurden noch 581 Personen gezählt), wurden seit Beginn der 1970er Jahre nur noch geringe Schwankungen verzeichnet.

## Wirtschaft und Infrastruktur
Déservillers war bis weit ins 20. Jahrhundert hinein ein vorwiegend durch die Landwirtschaft (Ackerbau, Viehzucht) sowie durch die Forstwirtschaft geprägtes Dorf. Daneben gibt es heute einige Betriebe des lokalen Kleingewerbes, darunter Unternehmen der Branchen Baugewerbe, Informationstechnologie und Holzverarbeitung. Mittlerweile hat sich das Dorf auch zu einer Wohngemeinde gewandelt. Viele Erwerbstätige sind Wegpendler, die in den größeren Ortschaften der Umgebung ihrer Arbeit nachgehen.
Die Ortschaft liegt abseits der größeren Durchgangsstraßen an der Departementsstraße D473, die von Besançon nach Levier führt. Weitere Straßenverbindungen bestehen mit Ornans, Nans-sous-Sainte-Anne und Montmahoux.